# Grupo euclídeo
En matemáticas, un grupo euclídeo es el grupo característico de las isometrías de un espacio euclídeo 𝔼n; es decir, de las transformaciones de ese espacio que preservan la distancia euclidiana entre cualquier par de puntos (también llamadas transformaciones euclideas). La configuración del grupo depende únicamente de la dimensión n del espacio, y comúnmente se denota como E(n) o ISO(n).
El grupo euclídeo E(n) comprende todas las traslaciones, rotaciones y reflexiones de 𝔼n; y las combinaciones finitas arbitrarias de estas transformaciones. El grupo euclidiano puede verse como el grupo de simetría del espacio en sí, y contiene el grupo de simetrías de cualquier figura (subconjunto) de ese espacio.
Una isometría euclidiana puede ser directa o indirecta, dependiendo de si conserva la paridad de las figuras. Las isometrías euclidianas directas forman un subgrupo, el grupo euclidiano especial, cuyos elementos se denominan movimientos rígidos o movimientos euclidianos. Comprenden combinaciones arbitrarias de traslaciones y rotaciones, pero no de reflexiones.
Este grupo está entre los más antiguos, al menos en los casos de dimensión 2 y 3 , siendo implícitamente estudiados mucho antes de que se ideara el concepto de grupo.

## Visión general

### Dimensionalidad
El número de grados de libertad en E (n) es n(n + 1)/2, que da 3 en el caso n = 2, y 6 para n = 3. De estos, n pueden atribuirse a la simetría traslacional disponible, y el n(n − 1)/2 restante a la simetría rotacional.

### Isometrías directas e indirectas
Las isometrías directas (es decir, las isometrías que preservan la orientación de los subconjuntos quirales) comprenden un subgrupo de E(n), llamado grupo especial euclidiano y generalmente denotado por E+(n) o SE (n). Incluyen las traslaciones y rotaciones, y las combinaciones de las mismas; incluyendo la transformación identidad, pero excluyendo cualquier reflexión.
Las isometrías que invierten la orientación se llaman indirectas. Para cualquier isometría indirecta fija R, definida como una reflexión sobre algún hiperplano, cualquier otra isometría indirecta puede obtenerse mediante la composición de R con alguna isometría directa. Por lo tanto, las isometrías indirectas son una clase lateral de E+ (n), que puede ser denotada por E−(n). De ello se deduce que el subgrupo E+(n) es de índice 2 en E(n).

### Topología del grupo
La topología natural del espacio euclídeo 𝔼n implica una topología para el grupo euclídeo E(n). A saber, una secuencia fi de isometrías de 𝔼n (i∈ℕ) se define como convergente si y solo si, para cualquier punto p de 𝔼n, la secuencia de puntos p i converge.
De esta definición se deduce que una función f: [0,1] → E(n) es continua si y solo si, para cualquier punto p de 𝔼n, la función fp: [0,1] → 𝔼n definida por fp(t) = (f(t)) (p) es continua. Dicha función se denomina "trayectoria continua" en E(n).
Resulta que el grupo euclidiano especial SE(n)=E+(n) está conectado en esta topología. Es decir, dados dos isometrías directas A y B de 𝔼n, hay una trayectoria continua f en E (n) tal que f(0)=A y f(1)=B. Lo mismo es cierto para las isometrías indirectas E−(n). Por otro lado, el grupo E(n) en su conjunto no está conectado: no hay una trayectoria continua que comience en E+(n) y finalice en E−(n).
Las trayectorias continuas en E(3) juegan un papel importante en mecánica clásica, porque describen los movimientos físicamente posibles de un cuerpo rígido en el espacio tridimensional en el tiempo. Se toma f(0) como la función identidad I de 𝔼3, que describe la posición inicial del cuerpo. La posición y orientación del cuerpo en cualquier momento posterior t será descrita por la transformación f(t). Dado que f(0)=I está en E+(3), lo mismo debe ser cierto para f(t) para cualquier momento posterior. Por esta razón, las isometrías euclidianas directas también se denominan movimientos rígidos.

### Estructura de Lie
Los grupos euclidianos no son solo grupos topológicos, sino que son Grupos de Lie, de modo que las nociones del cálculo infinitesimal se pueden adaptar inmediatamente a esta configuración.

### Relación con el grupo afín
El grupo euclídeo E(n) es un subgrupo del grupo afín de dimensión n, y de tal manera que respete la estructura del producto semidirecto de ambos grupos. Esto da, a fortiori, dos formas de escribir estos elementos en una notación explícita. Estas son:
1. Mediante un par (A, b), siendo A una matriz ortogonal de orden n × n, y b un vector columna real de tamaño n
2. Utilizando una sola matriz cuadrada de tamaño n + 1, como se explica para el grupo afín.

Los detalles de la primera representación se dan en la siguiente sección.
Según los términos del Programa de Erlangen formulados por Felix Klein, se deduce que la geometría euclidiana, la geometría del grupo euclidiano de simetrías, es, por lo tanto, una especialización de la geometría afín, y se aplican todos los teoremas afines. El origen de la geometría euclidiana permite definir la noción de distancia, a partir de la cual se puede deducir el concepto de ángulo.

## Discusión detallada

### Estructura de subgrupos, matriz y representación vectorial
El grupo euclidiano es un subgrupo del grupo de transformaciones afines.
Tiene como subgrupos el grupo traslacional T(n) y el grupo ortogonal O(n). Cualquier elemento de E(n) es una traslación seguida de una transformación ortogonal (la parte lineal de la isometría), de una manera única:
{\displaystyle x\mapsto A(x+b)} (donde A es un matriz ortogonal)
o la misma transformación ortogonal seguida de una traslación:
{\displaystyle x\mapsto Ax+c,}
con c = Ab
T(n) es un subgrupo normal de E(n): para cualquier traslación t y cualquier isometría u, se tiene
 u−1tu 
de nuevo una traslación (se puede decir, a través de un desplazamiento que es u, que actúa sobre el desplazamiento t; una traslación no afecta a un desplazamiento, por lo que de manera equivalente, el desplazamiento es el resultado de la parte lineal de la isometría actuando sobre t).
Juntos, estos hechos implican que E(n) es el producto semidirecto de O(n) extendido por T(n), que se escribe como {\displaystyle {\text{E}}(n)={\text{T}}(n)\rtimes {\text{O}}(n)}. En otras palabras, O(n) es (de manera natural) también el grupo cociente de E(n) por T(n):
{\displaystyle {\text{O}}(n)\cong {\text{E}}(n)/{\text{T}}(n)}
Ahora SO(n), el grupo ortogonal, es un subgrupo de O (n), de índice dos. Por lo tanto, E(n) tiene un subgrupo E+(n), también de índice dos, que consiste en isometrías directas. En estos casos el determinante de A es 1.
Se representan como una traslación seguida por un movimiento de rotación, en lugar de una traslación seguida por algún tipo de reflexión (en las dimensiones 2 y 3, estas son las familiares reflexiones respecto a una línea o a un espejo plano, que se pueden tomar para incluir el origen de coordenadas, o en 3D, una rotoreflexión).
Esta relación se escribe comúnmente como:
{\displaystyle {\text{SO}}(n)\cong {\text{E}}^{+}(n)/{\text{T}}(n)}
o de forma equivalente:
{\displaystyle {\text{E}}^{+}(n)={\text{SO}}(n)\ltimes {\text{T}}(n)}.

### Subgrupos
Tipos de subgrupos de E(n):
Grupos finitos
Siempre tienen un punto fijo. En 3D, para cada punto y orientación, hay dos que son máximas (con respecto a la inclusión) entre los grupos finitos: Oh e Ih. Los grupos Ih son incluso máximos entre los grupos, incluida la categoría siguiente.
Grupos numerables infinitos sin traslaciones, rotaciones o combinaciones arbitrariamente pequeñas
Es decir, para cada punto, el conjunto de imágenes bajo las isometrías es topológicamente discreto (por ejemplo, para 1 ≤ m ≤ n un grupo generado por m traslaciones en direcciones independientes, y posiblemente un grupo de puntos finitos). Esto incluye a las retículas. Ejemplos más generales que estos son los grupos espaciales discretos.
Grupos numerables infinitos con traslaciones, rotaciones o combinaciones arbitrariamente pequeñas
En este caso, hay puntos para los que el conjunto de imágenes bajo las isometrías no está cerrado. Ejemplos de tales grupos son, en 1D, el grupo generado por una traslación de 1 o uno generado por √2, y, en 2D, el grupo generado por una rotación sobre el origen de 1 radián.
Grupos no numerables, donde hay puntos para los que el conjunto de imágenes bajo las isometrías no está cerrado
Por ejemplo, en 2D, todas las traslaciones en una dirección y todas las traslaciones según distancias racionales en otra dirección.
Grupos no numerables, donde para todos los puntos se cierra el conjunto de imágenes bajo las isometrías
Por ejemplo:
- Todas las isometrías directas que mantienen el origen fijo, o más generalmente, algún punto fijo (en 3D llamado grupo de rotación)
- Todas las isometrías que mantienen el origen fijo, o más generalmente, algún punto (el grupo ortogonal)
- Todas las isometrías directas E+(n)
- Todo el grupo euclidiano E(n)
- Uno de estos grupos en un subespacio m dimensional combinado con un grupo discreto de isometrías en el espacio dimensional ortogonal (n-m)
- Uno de estos grupos en un subespacio m dimensional combinado con otro en el espacio (n-m) dimensional ortogonal

Ejemplos en 3D de combinaciones:
- Todas las rotaciones sobre un eje fijo
- Ídem, combinadas con la reflexión en planos a través del eje y / o un plano perpendicular al eje
- Ídem, combinadas con una traslación discreta sobre el eje o con todas las isometrías sobre el eje
- Un grupo de puntos discreto, grupo de friso o grupo de papel pintado en un plano, combinado con cualquier grupo de simetría en la dirección perpendicular
- Todas las isometrías que son una combinación de una rotación alrededor de algún eje y una traslación proporcional en el eje; en general, esto se combina con isometrías rotacionales de k-lóbulos sobre el mismo eje (k ≥ 1); el conjunto de imágenes de un punto bajo las isometrías es un k-doble helicoide; además, puede haber una rotación de 2 veces alrededor de un eje que se interseca perpendicularmente, y por lo tanto un helicoide con k lóbulos respecto a tales ejes.
- Para cualquier grupo de puntos, el grupo de todas las isometrías que son una combinación de una isometría en el grupo de puntos y una traslación. Por ejemplo, en el caso del grupo generado por inversión en el origen: el grupo de todas las traslaciones e inversión en todos los puntos. Este es el grupo diedral generalizado de R3, denominado Dih(R3).

### Resumen de isometrías en hasta tres dimensiones
E(1), E(2) y E(3) se pueden clasificar de la siguiente manera, según sus grados de libertad:
| Tipo de isometría     | Grados de libertad | Preserva la orientación |
| --------------------- | ------------------ | ----------------------- |
| Identidad             | 0                  | Sí                      |
| Traslación            | 1                  | Sí                      |
| Reflexión en un punto | 1                  | No                      |

| Tipo de isometría              | Grados de libertad | Preserva la orientación |
| ------------------------------ | ------------------ | ----------------------- |
| Identidad                      | 0                  | Sí                      |
| Traslación                     | 1                  | Sí                      |
| Traslación                     | 2                  | Sí                      |
| Rotación alrededor de un punto | 3                  | Sí                      |
| Reflexión respecto a una línea | 2                  | No                      |
| Reflexión deslizada            | 3                  | No                      |

| Tipo de isometría                    | Grados de libertad | Preserva la orientación |
| ------------------------------------ | ------------------ | ----------------------- |
| Identidad                            | 0                  | Sí                      |
| Traslación                           | 3                  | Sí                      |
| Rotación respecto a un eje           | 5                  | Sí                      |
| Eje helicoidal                       | 6                  | Sí                      |
| Reflexión respecto a un plano        | 3                  | No                      |
| Reflexión deslizada planar operación | 5                  | No                      |
| Rotación impropia                    | 6                  | No                      |
| Inversión respecto a un punto        | 3                  | No                      |

El teorema de Chasles afirma que cualquier elemento de E+(3) es asimilable a un eje helicoidal.
Véanse también las isometrías en 3D que dejan el origen fijo, el grupo espacial, y la involución.

### Isometrías de conmutación
Para algunos pares de isometrías, la composición no depende del orden:
- Dos traslaciones
- Dos rotaciones o movimientos helicoidales sobre el mismo eje
- Reflexión con respecto a un plano, y una traslación en ese plano, una rotación alrededor de un eje perpendicular al plano, o una reflexión con respecto a un plano perpendicular
- Reflexión deslizada con respecto a un plano, y una traslación en ese plano
- Inversión en un punto y cualquier isometría manteniendo el punto fijo
- Rotación de 180° alrededor de un eje y reflexión en un plano a través de ese eje
- Rotación de 180° alrededor de un eje y rotación de 180° alrededor de un eje perpendicular (da como resultado una rotación de 180° alrededor del eje perpendicular a ambos)
- Dos rotorreflexiones sobre el mismo eje, con respecto al mismo plano.
- Dos reflexiones con deslizamiento planar con respecto al mismo plano.

### Clases de conjugación
Las traslaciones por una distancia dada en cualquier dirección forman una conjugación; el grupo de traslación es la unión de estas para todas las distancias.
En 1D, todas las reflexiones están en la misma clase.
En 2D, las rotaciones en el mismo ángulo en cualquier dirección están en la misma clase. Las reflexiones deslizadas con traslación por la misma distancia se encuentran en la misma clase.
En 3D:
- Las inversiones con respecto a todos los puntos están en la misma clase
- Las rotaciones con el mismo ángulo están en la misma clase
- Las rotaciones sobre un eje combinadas con la traslación en ese eje están en la misma clase si el ángulo es el mismo y la distancia de traslación es la misma.
- Las reflexiones en un plano están en la misma clase
- Las reflexiones en un plano combinadas con la traslación en ese plano por la misma distancia están en la misma clase
- Las rotaciones alrededor de un eje en el mismo ángulo no igual a 180°, combinadas con la reflexión en un plano perpendicular a ese eje, están en la misma clase